# Ouled Zidane
Ouled Zidane (franska: Ouled Zidane (CR), Ouled Zidane (Commune Rurale), arabiska: أولاد صباح) är en kommun i Marocko.   Den ligger i provinsen Berrechid och regionen Casablanca-Settat, 90 km sydväst om huvudstaden Rabat. Antalet invånare är 6 122.